# برنامج الثقافة الأوروبية والاقتصاد
برنامج الثقافة الأوروبية والاقتصاد، والذي يُرمز له بالرمز ECUE، هو برنامج متعدد التخصصات للدراسات العليا، وغالبًا ما يشار إليه بالخطأ على أنه مشابه لبرنامجالدراسات الأوروبية. وعلى الرغم من أن كلاً منهما يركز على السياسة الأوروبية والتطورات، إلا أن برنامج الدراسات الأوروبية يختلف عن برنامج الثقافة الأوروبية والاقتصاد في نواحٍ كثيرة. فبعد الحصول على الدرجة الأكاديمية ماجستير في الفنون، قد يشارك خريجو برنامج الثقافة الأوروبية والاقتصاد في العديد من مجالات الأعمال المختلفة، ومع ذلك فهو يستهدف بشكل خاص الوظائف المرتبطةبالاتحاد الأوروبي.

## معلومات تاريخية
تعد جامعة الرور في بوخوم في ألمانيا حاليًا الجامعة الوحيدة التي تقدم برنامج الثقافة الأوروبية والاقتصاد باعتباره مسارًا دراسيًا. ولأنه فرع صغير، فهو يقبل ما يقرب من 40-50 طالبًا سنويًا. تم تقديمه لأول مرة في شتاء الفصل الدراسي لعام 1999 / 2000 ومنذ ذلك الحين أصبح برنامجًا معتمدًا لدرجة الماجستير. في البداية، كان برنامج الثقافة الأوروبية والاقتصاد وسيلة لإعطاء دارسي الفنون فهم أساسي حول الاقتصاد والسياسة والاختصاصات المشتركة بين الثقافات. في مراحله المبكرة، تم دعم البرنامج ماليًا من جانب الهيئة الألمانية للتبادل الثقافي (DAAD) بالإضافة إلى اتحاد رؤساء الجامعات الألمانية (HRK). وفي عام 2007، تم تأكيد مستوى جودته من خلال معهد ACQUIN، وهو أحد المعاهد الألمانية لضمان الجودة. إن الهدف من تعليم الطلاب في برنامج الثقافة الأوروبية والاقتصاد هو تأهليهم ليصبحوا أخصائيين متخصصين وإعدادهم لشغل الوظائف في المؤسسات والشركات الدولية. ومدة الدراسة المتوقعة أربعة فصول دراسية.

## منهج دراسي
يؤكد المنهج على دراسة المنطقة الأوروبية من المنظور الاقتصادي والثقافي والسياسي والاجتماعي. وخلال الندوات والرحلات الإلزامية (للمدن المرتبطة بالاتحاد الأوروبي)، تكون العلاقات المتبادلة بين التخصصات مترابطة ودقيقة. بالإضافة إلى ذلك، يتم تدريب الطلاب على الاختصاصات بين الثقافات وأساليب البحث.
يتم تضمين الحلقات الدراسية للتخصصات التالية في البرنامج:
- القانون
- علم الاقتصاد
- الأدب
- التاريخ
- العلوم السياسية
- علم الاجتماع
- الدراسات الثقافية
- الدراسات الإعلامية

يُعلم النهج متعدد التخصصات والثقافات الطلاب كيفية تحليل الموضوعات الأوروبية من الزاوية الثقافية والاقتصادية والسياسية. وليس من المتوقع أن يصبح الطلاب خبراء في كل تخصص. وبدلاً من ذلك، فهم يطورون مهارات هامة لتقييم المشكلات من عدة زوايا ووجهات نظر مختلفة، مما يسرع من تقييم الأوضاع الجديدة والتعامل مع الصور الثقافية الذاتية والعامة.
وبجانب التخصصات المتعددة، يؤكد برنامج الثقافة الأوروبية والاقتصاد على العلاقات الدولية. ويتم تخصيص ما لا يقل عن 50٪ من الأماكن المتاحة للطلاب الأجانب. وحتى الآن، استطاع الطلاب من 30 دولة مختلفة (إفريقيا، والولايات المتحدة الأمريكية، وآسيا، والعديد من الدول الأوروبية) إكمال البرنامج بنجاح.

## القبول والتسجيل
لكي يتم القبول في البرنامج، يلزم حصول الطالب على درجة البكالوريوس بتقدير يتراوح من جيد جدًا إلى امتياز. وعلاوة على ذلك، يُشترط إتقان اللغات التي يتم التدريس بها، الإنجليزية والألمانية، بالإضافة إلى لغة أجنبية ثالثة، وتقديم خطابات توصية من أساتذة الجامعات.
كذلك، فإن حضور فصل دراسي في الخارج بالإضافة إلى القيام بتدريب داخلي تعتبر متطلبات إلزامية يمكن أيضًا اكتسابها خلال مدة البرنامج.